# Ritual Carnage
Ritual Carnage – pochodzący z Japonii zespół thrashmetalowy, założony w 1994 roku. Wszyscy członkowie zespołu są Japończykami, oprócz frontmana zespołu Dana Montgomery, który jest Amerykaninem. Grupa liczy obecnie pięciu członków. Formacja wydała cztery albumy studyjne, wszystkie poprzez wytwórnię płytową Osmose Productions.

## Skład zespołu

### Obecni członkowie
- Dan Montgomery – śpiew (od 1994)
- Wataru Yamada – gitara (od 2000)
- Eddy Van Koide – gitara prowadząca (od 1997)
- Hiroyuki Ishizawa – gitara basowa (od 2002)
- Naoya Hamaii – perkusja (od 1998)

### Byli członkowie
- Shigeyuki Kamazawa – gitara prowadząca (1998–1999)
- Bill Jokela – gitara (1994)
- Katsuyuki Nakabayashi – gitara (1999)
- Hidenori Tanaka – gitara (2000)
- Masamichi Yamada – gitara (2000–2001)
- Hide Ideno – gitara basowa (1997–1998)
- Alex Amedy – perkusja (1994, 1997)
- Shinjiro Sawada – perkusja (1995–1997)

## Dyskografia
- The Highest Law (1998)
- Every Nerve Alive (1999)
- The Birth of Tragedy (2002)
- I, Infidel (2005)